# Dimitrítsi
Dimitrítsi (Dimitritsi) är en ort i Grekland.   Den ligger i prefekturen Nomós Serrón och regionen Mellersta Makedonien, i den nordöstra delen av landet, 300 km norr om huvudstaden Aten. Dimitrítsi ligger 24 meter över havet och antalet invånare är 989.
Terrängen runt Dimitrítsi är platt åt nordost, men åt sydväst är den kuperad. Runt Dimitrítsi är det ganska glesbefolkat, med 42 invånare per kvadratkilometer. Närmaste större samhälle är Serrai, 15,8 km nordost om Dimitrítsi. Trakten runt Dimitrítsi består till största delen av jordbruksmark.